# Cortodera analis
Cortodera analis är en skalbaggsart som först beskrevs av Friedrich-August von Gebler 1830.  Cortodera analis ingår i släktet Cortodera och familjen långhorningar.
Artens utbredningsområde är Kazakstan. Inga underarter finns listade i Catalogue of Life.